# 時空警察クロノゲイザー
『時空警察クロノゲイザー』（じくうけいさつクロノゲイザー）は、日本の舞台作品。演劇プロデュース団体・アリスインプロジェクトの2016年（平成28年）7月公演として、同年7月6日から7月10日まで、東京都品川区の六行会ホールで上演された。時間と歴史を守る未来の刑事の姿を描くSF作品群「時空警察シリーズ」の1つである。

## 概要
未来世界において時間移動（タイムトラベル）の悪用を企む時空犯罪者、それを取り締まる時空警察の戦いを描く本シリーズの集大成として、舞台を未来の時空警察に置き、時空警察の存在理由そのものを問う物語が展開される。過去から来た少女ハルカ・カナタ、過去をやり直したい少女トワ・クロエ、過去を持たない少女クオン・キーツ、己の正義のために悪を貫くギルガ・メッシュの4人をキーに、時間移動や人の歴史とは何か、そして正義とは何かを見つめ直す物語でもある。
原作の畑澤和也は、本作の制作意図を、時空警察シリーズの登場人物も多くなって複雑になったことから、世界観を一旦まとめて心機一転するために企画したと語っている。また、本シリーズの過去の作品はアクションが3割ほどであったが、本作はアクションが9割を占めること、出演者全員が戦闘に参加することが見どころという。
演出は、カプセル兵団の吉久直志が担当した。「パワーマイム」「スイッチプレイ」などと呼ばれる、カプセル兵団独特の演出も特徴的である。
アリスインプロジェクトの他の多くの舞台同様、本作の出演陣も女性のみで構成されており、上演当時の注目のアイドルや若手女優、元アイドルら、総勢42名が出演する。中にはダンスが得意、アイドルとしてアクロバティックなライブが売り物といった出演者もいるものの、アクション初挑戦という主演の原望奈美をはじめ、ほとんどが初経験の殺陣やアクションに臨んでいる。
また、過去にアリスインプロジェクトで上演されてきたヴェッカーシリーズの舞台作品で提示されたままの謎を解明するとともに、シリーズ集大成として、また十年続いた時空警察シリーズの完結編として、過去の舞台作品に登場した多くの時空刑事たちを彷彿とさせるキャラクター（版権元に無許可で登場させている為、正確にはヴェッカーではない）を本作に集結、さらに今後の新シリーズへの橋渡しも兼ねる展開といった、数々の要素を含んだ作品である。

## あらすじ
2013年の女子高生のハルカ・カナタは、時空犯罪に巻き込まれて死の危機に瀕するが、西暦2226年の未来へ運ばれ、時空刑事の訓練を受けることとなる。訓練を経てハルカは、エリート候補生のクオンや問題児のトワと出逢い、親友となる。だがそのトワが、時空犯罪者として処罰されてしまう。ハルカとクオンは、トワが本当に犯罪者なのか、それとも濡れ衣なのか、その真相を追い始める。しかしハルカたちもまた、時空警察により追いつめられてゆく。

## キャスト
キャストの一部は、昼の部の出演者「時組」と夜の部の出演者「空組」の2グループによるダブルキャスト。以下の「時」は時組の公演時、「空」は空組の公演時のキャストを指す。
- ハルカ・カナタ：原望奈美[1]
- トワ・クロエ：古橋舞悠[1]
- ギルガ・メッシュ：フォンチー[1]
- クオン・キーツ：黒原優梨[1]
- 時空刑事リタ：石塚汐花[1]
- アルミ・ステンレス：尾崎礼香[1]
- 時空刑事リン：渡辺ありさ[9]
- 時空刑事アン：阿部かれん[9]

- 時空刑事レピス：花梨[9]
- ミリン・コバヤシ：新原里彩[9]
- 時空刑事サナ：持田千妃来[9]
- リリア：五十嵐彩伽[9]
- ラミス：市原佑梨[1]
- 時空刑事メシエ：樫村みなみ[9]
- ルカ：長橋有沙[9]
- 時空刑事レイ：秋吉あや[9]
- 時空刑事アリサ：天音みほ（ゲスト出演）[1]
- 時空刑事プレア：加藤智子（特別出演）[1]

- アルファ：葵なつみ（時）、青柳伽奈（空）[9]
- ベータ：あずさ（時）、星野芽生（空）[9]
- ガンマ：近藤優衣（時）、南衣舞（空）[9]
- テレル：反田葉月（時）、立花このみ（空）[9]
- ユナ：松田実里（時）、平塚あみ（空）[9]
- 小林美鈴：新城加奈（時）、上原ぺこ（空）[9]
- 中村柚香：桜井理衣（時）、松井あゆ（空）[9]
- 山野智美：大澤麻耶（時）、夢乃まゆこ（空）[9]
- 田中梨恵：陽向海真珠（時）、渡辺菜友（空）[9]

- バトルドロイド：中山泰香、足達美咲[9]
- パフォーマー：山崎涼子、山岸みか、北村真帆、福田けい[9]

## 関連作品
本作上演の翌2017年（平成29年）に、この『クロノゲイザー』の前日談としての映画『クロノゲイザー 時空の結び目』が、東京都渋谷区のシアター・イメージフォーラムにて、8月18日と19日に限定公開された。製作はオッドエンタテインメント。漫画家の麻宮騎亜がコスチューム、プロップなどすべてのデザインを提供した。

### あらすじ（映画）
未来の世界の「時の監視者」クロノゲイザーの候補生であるハルカ・カナタは、教官のキョウコと共に2017年3月の世界を訪れる。そこでハルカは、自分と同じ容姿を持つ少女、叶多 悠の存在を知る。修学旅行で友人たちと談笑する悠だが、友人から「自分たちがいつから友達だったか」と問われ、顔を曇らせる。そんな中、時空騎士団を名乗る者たちが、悠を「この時空には存在してはならない」として狙う。

### キャスト（映画）
- ハルカ・カナタ、叶多 悠 : 岡本夏美[11]
- キョウコ：栗生みな[11]
- 柚香：安田愛里[11]
- 時空騎士団：八神蓮、水石亜飛夢[11]